# 우키요 호텔 프로젝트
우키요 호텔 프로젝트 (영자 기재명:Ukiyo Hotel Project)는 극작가· 가와다 가쓰코가 주재하는 뮤지컬 제작을 실시하는 일본의 연극 단체. 가나가와현 요코하마시를 거점으로, 전속의 배우·스탭은 소속하지 않는 프로듀스 형식으로 공연을 실시하고 있어 정식인 멤버는 대표의 카와다뿐이다. 신작 뮤지컬 '우키요 호텔' 의 제작·상연을 최종 목표로 하고 있다.

## 개요
2015년, 극작가의 카와다 가쓰코가 소속하고 있던 단체 「모자모자 머리와 주걱 주걱 안경( 2011년 결성 현재는 해산)에서, 「 가나가와현청 본청사 대회의장 단편 연극집 vol.2」용으로 새로 쓴 30 분의 신작 뮤지컬 '우키요 호텔'을 극단 사계 출신의 배우들과 함께 제작·상연했다.
자료의 대부분이 요코하마 대공습 으로 소실하고 있었지만, 카와다는 혼모키에서 필드 워크를 실시하면서 작품 제작을 속행.
2018년 혼모키와 인연이 있는 사진가인 카토 히로시 의 제언을 받아 본격적으로 '뮤지컬 '우키요 호텔'을 상연하기 위해 '우키요 호텔 프로젝트'를 시작했다. 그 제1탄으로서 『낭독극 우키요 호텔』 (회장: 사라바 도쿄 )를 상연. 메리켄 하마를 모델로 한 히로인 하마코와 메이드 야에를 중심으로 남녀 4명의 낭독극으로 재구성. 동시기, 사진가의 카토 히토미와 100명의 여배우를 하마코로 촬영하는 「100명의 하마코」라는 사진 작품을 제작 개시.
2020년에 「우키요 호텔」본 공연을 예정하는 것도, 코로나 요우에 의해 단념. 각본을 재구성해 일본을 대표하는 영화 미술가인 타네다 요헤이 와 함께 18페이지의 미술 계획을 제작했다.
「우키요 호텔」은 요코하마 혼마키에 실재한 밤의 문화 「 챠 가게 」, 당시의 챠 옥가에서 제일의 인기가 있었던 「키요 호텔」 및, 제일의 판매자였다고 하는 「 메리켄 하마 」를 소재 에 취한 작품. 단편 「우키요 호텔」의 상연 후, 장편화를 결정.
2021년 11월, 요코하마 모토마치에 있는 전통 댄스 홀 「 클리프 사이드 」를 우키요 호텔에 내세워, 「코로나사에 있어서의 「우키요 호텔」」로서, 빅 밴드와 댄스・노래를 중심으로 구성된 쇼 「Ukiyo Hotel Bar」을 개최했다. (밴드:Pf/Arr 다나카 카즈네, Tp 야마가타 켄타로·아카츠카 켄이치, Tbn 와다 미츠히로, A Sax 오우치 만춘, T Sax 우에노 마코토, B Sax 나가타 코세, Ba 키리자와 테루, Drs 미키 요스케 )또, 클리프사이드 2층의 트럼프룸에서, 사진가의 카토 카즈미와 함께 「100명의 하마코」전을 개최했다.
2022년 10월, 전년과 같은 클리프사이드를 회장에, 요코하마의 사실을 소재로 한 단편 뮤지컬 5개로 구성된 뮤지컬 단편 편집 「YOKOHAMA Short Stories」을 상연 유키, 시미즈 아야카, 타무라 료타, 후지쿠라 아즈사, 마츠무라 사쿠라 리, 미야다 카나, 밴드:Pf 이타카 히로로 · 다나카 카즈네, Gt 야마토 료·아야베 쇼헤이, Ba 키리자 와 아키라, Drs 미키 요스케, Tp 야마카시 켄타로·가와라, Sax 야모토 미사키 · 하야시 료스케). 또한 2021년에 이어 클리프사이드 2층의 트럼프룸에서 사진가 카토 카즈미와 함께 '100명의 하마코'전을 개최했다.
2023년 12월, 전년의 크리에이티브 스탭과 함께 1918년의 파리를 무대로 한, 신작 뮤지컬 트라이 아웃 「질 드 레~고배는 창관의 낭이다~」를 라조나 가와사키 플라자 솔 에서 상연 엘리자베스 마리, 오오네 토모카이, 가네코 다이스케, 코니시 노리 유키, 쿠리야마 에미, 다나카 히로유키, 마도카, 밴드 : Key 다나카 카즈네, Reed 오우치 만춘, Vln 코야코, Gt. 오오와다 료, Ba. 요스케 )
이번 작품에 의해, 종합 사이트 All About 「2023 All About 뮤지컬 어워드」스탭상을 다나카 카즈네가 수상.

## 상연력
- 『낭독극 우키요 호텔』(2018년) - 살라바 도쿄
- 트라이아웃 공연 “우키요 호텔”(2019년) - 라조나 가와사키 플라자솔
- 「Ukiyo Hotel Bar」(2021년) - 클리프사이드
- 뮤지컬 단편집 「YOKOHAMA Short Stories」(2022년) - 클리프사이드
- 신작 뮤지컬 트라이 아웃 『지르 드 레 ～고배는 창관의 낭이다～』(2023년) -라조나 가와사키 플라자솔